# Szentessy Zoltán
Szentessy Zoltán (Szeltner) (Pestszentlőrinc, 1924. július 8. – Budapest, 1982. október) magyar színész.

## Életpályája
Vidéki társulatoknál kezdte színészi pályáját: Egerben, Miskolcon. 1946–1949 között a Magyar Színház társulatában szerepelt. 1950-ben kapott színészi oklevelet a Színművészeti Főiskolán. 1949-ben – még főiskolásként – került a Fővárosi Operettszínházhoz, ahol 1958-ig főleg bonviván szerepeket játszott. 1960–1964 között a Tarka Színpad művésze volt. 1969–1971 között a kecskeméti Katona József Színház szerződtette.
A korabeli kritikák rendszeresen dicsérték szép tenor hangját. Később komikus-szerepeket bíztak rá. Kisebb szerepeket játszott a Mágnás Miska és a Micsoda éjszaka című filmekben. 1982-ben hunyt el.

## Színpadi szerepeiből
- Lehár Ferenc: A víg özvegy...Rossillon
- Lehár Ferenc: Luxemburg grófja...René, Brissard
- Jurij Miljutyin: Havasi kürt...Mikola
- Kemény Egon: Fekete liliom...
- Mikszáth Kálmán – Semsei Jenő – Benedek András:Szelistyei asszonyok...Bánffy, főajtónállómester
- Jurij Miljutyin – Viktor Tippot – Raszkov: Nyugtalan boldogság...Petyka
- Kálmán Imre: Montmartre-i ibolya...Raoul Delabois, festő (Fővárosi Operettszínház)
- Kálmán Imre: Montmartre-i ibolya...Florimond Ronger, muzsikus (Blaha Lujza Színház)
- Johann Strauss: Bécsi diákok...ifj. Strauss János
- Lajtai Lajos – Kellér Dezső: Három tavasz...Zombori Laci
- Abay Pál – Romhányi József: Riói éjszakák a Halló nagyvilág című zenés táncos revüben...Bogumir
- Abay Pál – Romhányi József: Halló nagyvilág...Bombadzsi, a törzsfőnök; Bill
- Abay Pál – Halász Rudolf: Csodaáruház...Radó
- Szenes Iván – Bágya András: Őfelsége, a sztár...Trabuccó miniszterelnöke
- Török Rezső – Zoltán Pál: Péntek Rézi...Orlando, dél-amerikai spanyol milliomos
- Ernst Steffen – Paul Knetter: Gasparone...Nasoni polgármester
- Ábrahám Pál: Bál a Savoyban...Pomerol

## Filmek
- Mágnás Miska (1949)
- Micsoda éjszaka! (1958)